# SIG Sauer Mosquito
SIG Sauer Mosquito — самозарядний пістолет виробництва швейцарсько-німецької компанії SIG Sauer. За конструкцією подібний до пістолета SIG Sauer P226 і менший за нього на 10 %.

## Конструкція

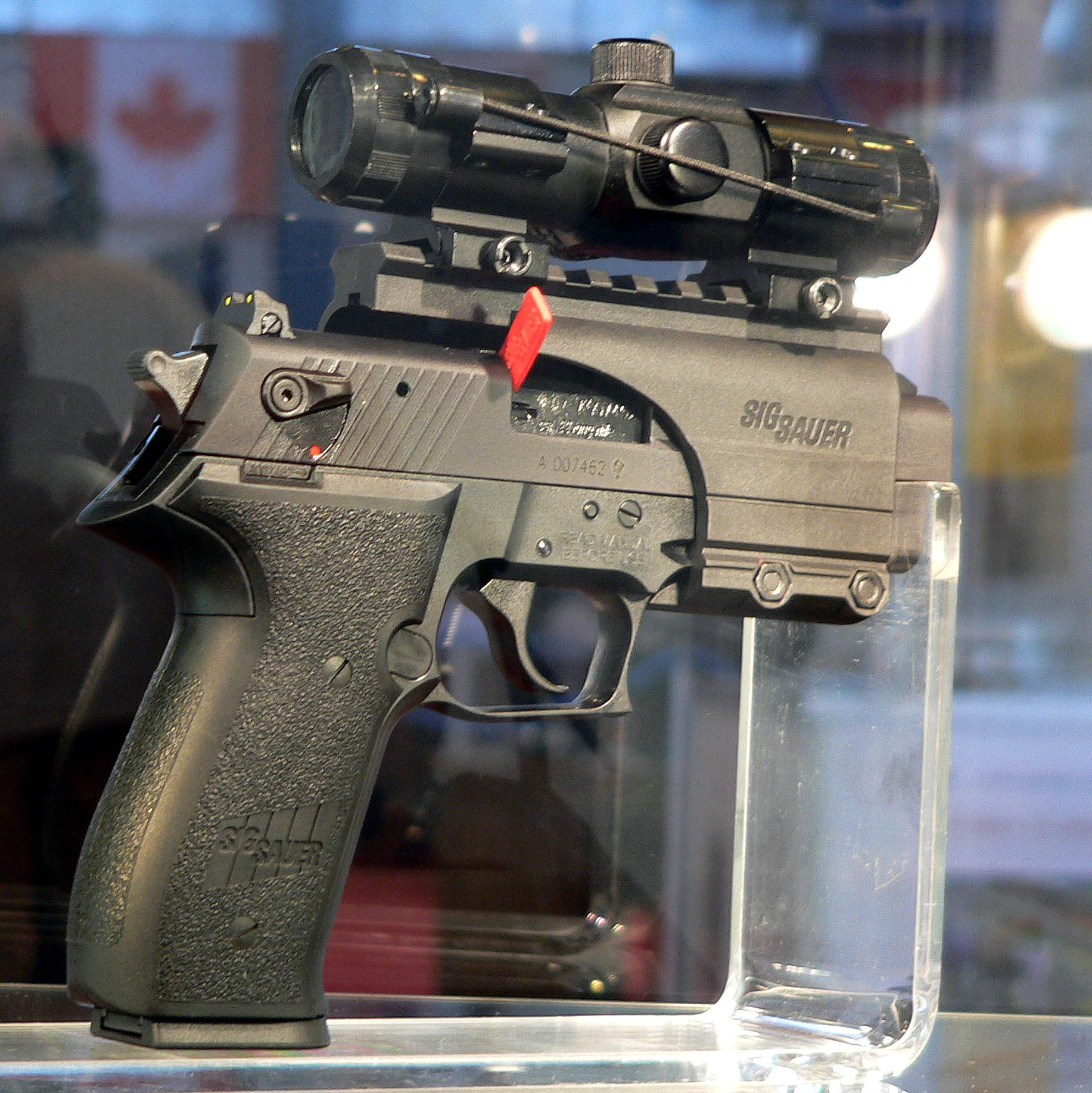
SIG Sauer Mosquito з прицілом, встановленим на рейці Пікатіні

Автоматика пістолета SIG Sauer Mosquito працює за схемою використання віддачі при короткому ході ствола. Ударно-спусковий механізм курковий, подвійної дії з запобіжним зведенням курка. Пістолет оснащений автоматичним запобіжником ударника. На лівій стороні рами розташовані також важіль затримки затвора, що знаходиться за важелем безпечного спуску курка, і фіксатор ствола. Пістолет може працювати в режимі подвійної дії — при повному натисканні на спусковий гачок, або одинарної, коли курок зводиться рукою, а спусковий гачок натискається м'яко і коротко.
Ця модель пістолета має ударостійку рамку, зроблену з полімеру. Руків'я пістолета виконане спеціально для більш зручного обхвату рукою. На затворній рамі, яка також виконана з надміцного полімеру, знаходиться регулюємий відкритий приціл. Кожна модель обладнана стандартною рейкою Пікатіні.

## Варіанти
Існує доволі багато модифікацій і конфігурацій пістолета SIG Sauer Mosquito:
- SIG Sauer Mosquito — базова модель;
- SIG Sauer Mosquito Sport — варіант з подовженим стволом (до 4,9 дюймів);
- SIG Sauer Mosquito Two-Tone — з чорною рамкою і затвором із нержавіючої сталі;
- SIG Sauer Mosquito з нарізним стволом — дає можливість використовувати штатний глушник;
- SIG Sauer Mosquito Pink Two-Tone — з чорним затвором і рожевою полімерною рамкою;
- SIG Sauer Mosquito Olive Drab — виконаний в оливковому кольорі;
- SIG Sauer Mosquito Multicam — виконаний в кольорі Мультикам.